# Скляров, Виталий Фёдорович
Вита́лий Фёдорович Скля́ров (род. 10 августа 1935, Чечено-Ингушская автономная область, Северо-Кавказский край) — советский руководитель и министр, украинский политик, советник премьер-министра Украины (08.1994-04.1995). Председатель Украинского национального комитета Международного Совета по большим электроэнергетическим системам (CIGRE), президент общественной организации «Ассоциация СИГРЭ — Украина». Депутат Верховного Совета УССР 10-11-го созывов в 1983—1990 г. Член ЦК КПУ в 1986—1990 г.

## Биография
Родился 10 августа 1935 года (Чечено-Ингушетия); русский.
В 1957 году окончил Новочеркасский политехнический институт по специальности инженер-электрик, специальность «Центральные электростанции, сети и системы».
- 1957—1976 — начальник смены электроцеха, дежурный инженер электростанции, заместитель начальника электроцеха, главный инженер, директор Ворошиловградской электростанции (ГРЭС).
- С 1976 года — генеральный директор ПО «Киевэнерго».
- С 1977 — первый заместитель, 11 мая 1982 — 3 января 1993 — министр энергетики и электрификации УССР (Украины).

Академик Инженерной академии наук Украины.
Председатель Украинского национального комитета Международного Совета по большим электроэнергетическим системам (CIGRE)
Автор более 150 публикаций по вопросам энергетики, большого числа научных трудов, книг, авторских свидетельств на изобретений.
Принимал активное участие в ликвидации аварии на Чернобыльской АЭС. Этой печальной теме в нашей истории министр посвятил отдельную книгу «Завтра был Чернобыль: документальная повесть», которая переведена на английский, немецкий, французский, испанский языки.

## Награды
- дважды орден Трудового Красного Знамени, орден «Знак Почёта»;
- Государственная премия Украины в области науки и техники;
- Почётный энергетик СССР (1985);
- Заслуженный энергетик УССР (24 января 1991)[1].